# Три девятки
«Три девятки» (англ. Triple 9) — американский фильм режиссёра Джона Хиллкоута. В США фильм вышел в прокат 19 февраля 2016 года.

## Сюжет
У группы преступников и коррумпированных полицейских серьёзная проблема: русская мафия требует от них, чтобы они совершили практически невозможное ограбление. Они решают разделиться на две команды. В то время как одна команда будет совершать ограбление, другая планирует на противоположном конце города убить полицейского, чтобы отвлечь основные силы на код опасности 999 (убийство полицейского).

## В ролях
- Кейси Аффлек — Крис Аллен
- Чиветел Эджиофор — Майкл Этвуд
- Аарон Пол — Гейб Уэлч
- Энтони Маки — Маркус Белмонт
- Норман Ридус — Рассел Уэлч
- Кейт Уинслет — Ирина Власлов
- Галь Гадот — Елена
- Тереза Палмер — Мишель Аллен
- Вуди Харрельсон — детектив Джеффри Аллен
- Клифтон Коллинз — Франко Родригес

## Создание
Изначально заявлялось, что в фильме должен был играть Шайа Лабаф, но позднее его заменил Чарли Ханнэм. В декабре 2013 года Ханнэм также покинул проект и на его место пришёл Кейси Аффлек. В августе на роли в фильме вели переговоры Кейт Бланшетт и Кристоф Вальц, но соответствующие роли достались Кейт Уинслет и Вуди Харрельсону.
Съёмки фильма начались в Атланте в мае 2014 года и закончились в августе того же года.